# Гебхард IV фон Кверфурт
Гебхард IV фон Кверфурт (на немски: Gebhard IV von Querfurt; * пр. 1178; † сл. 1213 или 1216) от Дом Мансфелд, е бургграф на Магдебург (1190 – 1213).

## Биография
Той е вторият син на Бурхард II фон Кверфурт († 1178), бургграф на Магдебург (1155 – 1178), и съпругата му Матилда фон Глайхен († сл. 1200), дъщеря на граф Ламберт I фон Глайхен-Тона-Берг († 1149) и Матилда де Аре († сл. 1146). Правнук е на граф Гебхард II фон Кверфурт († 1126) и Ода фон Аменслебен. По-големият му брат Конрад I фон Кверфурт (ок. 1160 – убит на 2 декември 1202) е епископ на Хилдесхайм (1194 – 1202) и на Вюрцбург (1201 – 1202) и канцлер на римско-немския крал Филип Швабски. Брат му Бурхард III фон Кверфурт († 1190, Палестина) е бургграф на Магдебург (1177/1178 – 1190).
Гебхард IV наследява убития му в Палестина брат Бурхард III († 1190). Той и брат му Конрад са при императора и играят важна роля в политиката на империята. Император Хайнрих VI изпраща през август 1196 г. Гебхард IV в Германия, за да засили подготовката за кръстоносен поход.
Гебхард IV е регент на малолетния си племенник Бурхард V фон Кверфурт. Линията Кверфурт се прекратява през 1496 г.

## Фамилия
Първи брак: с Луитгард фон Шварцбург, дъщеря на граф Гюнтер II (III) фон Шварцбург-Кафернбург († сл. 1197) и Агнес фон Саарбрюкен († пр. 1180), дъщеря на граф Симон I фон Саарбрюкен. Те нямат деца.
Втори брак: ок. 1200 г. с Луитгард фон Насау (* ок. 1175/1180; † пр. 1222), дъщеря на граф Рупрехт III фон Насау († 1191) и Елизабет фон Лайнинген, графиня фон Шаумбург († 1235/1238). Те имат децата:
- Рупрехт I († 1266), архиепископ на Магдебург (1260 – 1266)
- Лукардис/Луитгард († 6 май 1263), омъжена за граф Валтер IV фон Арнщайн и Барби († ок. 1263)
- Гебхард V (* ок. 1200; † пр. 1237/1240), граф на Кверфурт, женен за жена фон Вернигероде
- Бурхард II/VI († 1254/55/58), бургграф на Кверфурт, граф на Мансфелд и на Шрапелау, женен 1217 г. за София фон Мансфелд († 1233), баща на Зигфрид II фон Кверфурт, епископ на Хилдесхайм († 1310)
- (вер. незаконна) Мехтхилд фон Магдебург († 1254), омъжена 1230 за Херман фон Лобдебург-Лойхтенберг († сл. 1256), син на Херман фон Лобдебург

Луитгард се омъжва втори път пр. 27 февруари 1217 г. за граф Херман V фон Вирнебург († сл. 1254).